# Coupe de Belgique de football 1984-1985
Navigation
Coupe de Belgique 1983-1984 Coupe de Belgique 1985-1986
La Coupe de Belgique 1984-1985 est la trentième édition de l'épreuve. Elle est remportée, un peu à la surprise générale par le Cercle de Bruges, dont c'est le deuxième succès cinquante-huit ans après le premier ! 
À la suite de la tragédie du Heysel qui se déroule à peine quelques jours plus tôt, la fédération belge relocalise la finale au stade Constant Vanden Stock d'Anderlecht.

## Huitièmes de finale

### Résultats 1/8es
| Equipe 1               | Score     | Equipe 2                  | Aller | Retour |
| Standard de Liège (D1) | 0 - 3     | KSV Waregem (D1)          | 0 - 3 | 0 - 0  |
| Berchem Sport (D2)     | 1 - 3     | RFC Seraing (D1)          | 0 - 0 | 1 - 3  |
| KRC Harelbeke (D2)     | 1 - 0     | KFC Diest (D2)            | 1 - 0 | 0 - 0  |
| Saint-Trond VV (D2)    | 1 - 2     | Cercle Bruges (D1)        | 0 - 1 | 1 - 1  |
| La Gantoise (D1)       | 3 - 3 (e) | FC Bruges (D1)            | 2 - 3 | 1 - 0  |
| KSK Beveren (D1)       | 5 - 3     | Sint-Niklaasse SK (D1)    | 0 - 2 | 5 - 1  |
| RFC Liège (D1)         | 3 - 0     | FC Malines (D1)           | 0 - 0 | 3 - 0  |
| RSC Anderlecht (D1)    | 7 - 2     | Racing Jet Bruxelles (D1) | 2 - 1 | 5 - 1  |

(e) : qualifications grâce aux buts marqués à l'extérieur

## Quarts de finale

### Résultats Quarts de finale
| Equipe 1           | Score | Equipe 2            | Aller | Retour             |
| KSV Waregem (D1)   | 0 - 4 | RFC Seraing (D1)    | 0 - 2 | 0 - 2              |
| KRC Harelbeke (D2) | 1 - 3 | Cercle Bruges (D1)  | 1 - 2 | 0 - 1              |
| La Gantoise (D1)   | 1 - 4 | KSK Beveren (D1)    | 0 - 3 | 1 - 1              |
| RFC Liège (D1)     | 1 - 1 | RSC Anderlecht (D1) | 1 - 0 | 0 - 1 (pén. 4 - 2) |

## Demi-finales

### Résultats Demi-finales
| Equipe 1         | Score | Equipe 2           | Aller | Retour |
| RFC Seraing (D1) | 2 - 3 | Cercle Bruges (D1) | 1 - 3 | 1 - 0  |
| KSK Beveren (D1) | 4 - 3 | RFC Liège (D1)     | 2 - 0 | 2 - 3  |

## Finale
| Équipes       | Cercle Bruges - KSK Beveren |
| Score         | 1 - 1 (pén. 5 - 4) |
| Stade         | Stade Constant Vanden Stock, Anderlecht Spectateurs : ? |
| Date          | 2 juin 1985 |
| Buts          | 55e Marek Kusto (0-1, pénalty), 90e Paul Courant (1-1, pénalty) |
| Arbitre       | Alexis Ponnet |
| Cercle Bruges | Franky Mestdagh - Rudy Poorteman (Kurt Soenens), Philippe Schepens, Wim Kooiman, André Raes - Kari Ukkonen, Paul Courant, Geert Broeckaert, Jef Vanthournout - Paul Sanders (Frank Neve), Eddie Krnčević. Entraineur : Georges Leekens |
| KSK Beveren   | Filip De Wilde - Eddy Jaspers, Paul Lambrichts, Danny Pfaff, Marc Baecke - Patrick Stalmans, Paul Theunis, Heinz Schönberger (Peter Creve), Patrick Gorez - Erwin Albert (Hans Christiaens), Marek Kusto. Entraineur : Rik Pauwels     |
| Avertissments | - |
| Exclusion     | - |

### Sources et liens externes
- Archives de l'ASBL Foot100
- Archives des journaux et quotidiens de l'époque